# IMessage
iMessage je komunikační služba pro zasílání textových zpráv a SMS vyvinutá společnosti Apple a spuštěná v roce 2011. iMessage funguje výhradně na platformách Apple včetně iOS, iPadOS, macOS, watchOS a visionOS, jako součást přístupu společnosti Apple k integraci mezi zařízeními, který média popisují jako prostředek k dosažení uzamčení dodavatele.
Mezi hlavní funkce iMessage, která je k dispozici na všech podporovaných platformách, patří posílání textových zpráv, obrázků, video a audio nahrávek a dokumentů, přijímání zpráv o doručení a stavu přečtení (read marker) a koncové šifrování, takže zprávu může číst pouze odesílatel a příjemce a nikdo jiný, včetně společnosti Apple, k ní nemá přístup. Služba také umožňuje odesílat údaje o poloze (šíření souřadnic) a nálepky. V systémech iOS a iPadOS mohou vývojáři třetích stran rozšířit možnosti iMessage o speciální rozšíření, například o rychlé sdílení naposledy přehrávaných skladeb.
V systému iOS byla spuštěna služba iMessage v roce 2011, v systému macOS se iMessage spustila v roce 2012. Dne 23. října 2012 oznámil generální ředitel společnosti Apple Tim Cook, že uživatelé zařízení Apple odeslali pomocí iMessage 300 miliard zpráv a že Apple doručí v průměru 28 000 zpráv za sekundu. V únoru 2016 CEO společnosti Apple Eddy Cue oznámil, že počet zpráv iMessage odeslaných za sekundu vzrostl na 200 000. V roce 2020 společnost Apple oznámila zcela přepracovanou verzi aplikace iMessage pro macOS, která přidává některé funkce, které dříve nebyly na počítačích Mac k dispozici, včetně zeměpisných značek a efektů zpráv.

## Historie
iMessage oznámil Scott Forstall na konferenci Worldwide Developers Conference (WWDC) 6. června 2011. Verze aplikace Zprávy pro iOS s podporou iMessage byla zahrnuta do aktualizace iOS 5 dne 12. října 2011. Dne 16. února 2012 společnost Apple oznámila, že nová aplikace Zprávy, která nahradí iChat, bude součástí systému OS X 10.8.
V květnu 2014 byla na společnost Apple podána žaloba kvůli problému, který způsoboval, že zprávy doručené prostřednictvím iMessage nedorazily na místo určení, když uživatel přešel ze zařízení Apple na zařízení třetí strany. V listopadu 2014 společnost Apple tento problém řešila poskytnutím návodu a online nástroje pro zrušení registrace iMessage. Federální soud žalobu zamítl ve prospěch společnosti Apple.
21. března 2016 zveřejnila skupina výzkumníků z Univerzity Johnse Hopkinse zprávu, ve které prokázala, že útočník se znalostí zašifrovaných textů iMessage může potenciálně dešifrovat fotografie a videa odeslaná prostřednictvím této služby. Výzkumníci svá zjištění zveřejnili poté, co společnost Apple zranitelnost opravila.
Dne 13. června 2016 společnost Apple oznámila přidání aplikací do služby iMessage, které jsou přístupné prostřednictvím aplikace Zprávy. Aplikace mohou ve zprávách iMessage vytvářet a sdílet obsah, přidávat nálepky, provádět platby a další transakce a funkce, aniž by bylo nutné přepínat do samostatných aplikací. Můžete vytvářet samostatné aplikace iMessage nebo rozšíření stávajících aplikací iOS. Vydavatelé mohou také vytvářet samostatné aplikace s nálepkami, aniž by museli psát jakýkoli kód. Podle společnosti Sensor Tower, která poskytuje údaje o "optimalizaci obchodu s aplikacemi" (ASO), obsahoval v březnu 2017 obchod s aplikacemi iMessage téměř 5 000 aplikací podporujících zprávy.
Během keynote na konferenci Worldwide Developers Conference (WWDC) 22. června 2020 představila společnost Apple macOS Big Sur, další verzi operačního systému macOS, jejíž vydání bylo naplánováno na konec roku 2020. macOS Big Sur přišel s přepracovanou verzí aplikace Zprávy s funkcemi, které byly dříve dostupné pouze v zařízeních se systémem iOS, jako jsou efekty zpráv, poznámky, memoji, samolepky a sdílení geografických dat.
Dne 21. února 2024 společnost Apple oznámila, že se chystá aktualizovat protokol iMessage novým postkvantovým kryptografickým protokolem (PQC) s názvem "PQ3". Společnost Apple uvedla, že ačkoli kvantové počítače zatím neexistují, chtěla zmírnit rizika plynoucí z budoucích kvantových počítačů i z takzvaných scénářů útoku "Collect Now, Decrypt Later". Společnost Apple uvedla, že věří, že její implementace PQ3 poskytuje ochranu, která "překonává ochranu, kterou lze nalézt ve všech ostatních široce rozšířených aplikacích pro zasílání zpráv". Kromě toho, protože podle společnosti Apple neexistuje žádný standard pro bezpečnostní vlastnosti úrovní zabezpečení zpráv, který by se dal snadno porovnat, rozhodla se společnost Apple vytvořit vlastní definice sestávající ze 4 úrovní od 0 do 3. Na této stupnici dosahuje podle společnosti Apple její protokol PQ3 toho, co společnost Apple nazývá "úroveň zabezpečení 3". Hlavní rozdíl mezi protokolem PQ3 a ostatními protokoly PQC spočívá v tom, že PQ3 používá trvalé klíčování. Společnost Apple vydala PQ3 spolu s veřejným vydáním systémů iOS 17.4, iPadOS 17.4, macOS 14.4 a watchOS 10.4 a uvedla, že "konverzace iMessage mezi zařízeními s podporou PQ3 jsou automaticky aktualizovány na protokol postkvantového šifrování" a že PQ3 "zcela nahradí stávající protokol ve všech podporovaných konverzacích.

### Zákon EU o digitálních trzích
V roce 2022 byla služba iMessage zařazena na seznam potenciálních "služeb strážců", které by měly být regulovány novými právními předpisy Evropské unie. To vyžadovalo, aby iMessage byla kompatibilní s jinými službami pro zasílání zpráv, které buď slouží určitému počtu uživatelů, nebo generují významné příjmy. V září 2023 deník Financial Times na základě dvou zdrojů přímo obeznámených s touto záležitostí uvedl, že společnost Apple zpochybnila zařazení iMessage s odůvodněním, že uživatelská základna služby iMessage v Evropě není dostatečně velká na to, aby ospravedlnila označení iMessage za službu typu gatekeeper. V prosinci 2023 několik médií informovalo, že odvolání bylo úspěšné. Agentura Bloomberg spekulovala, že toto "předběžné" rozhodnutí bylo učiněno proto, že ačkoli je uživatelská základna služby iMessage dostatečně velká na to, aby byla kvalifikována, není tato služba dostatečně populární zejména mezi podniky.
Toto údajně předběžné rozhodnutí bylo později formalizováno 13. února 2024, kdy Evropská komise oznámila, že rozhodla, že iMessage spolu s Bingem, Edge a Microsoft Advertising nesplňují podmínky pro gatekeeper. Evropská komise své rozhodnutí blíže nespecifikovala, pouze uvedla, že je výsledkem "důkladné analýzy všech argumentů, s přihlédnutím k příspěvkům příslušných zúčastněných stran a po vyslechnutí Poradního výboru pro digitální trhy". Navzdory nedostatku podrobností, které Evropská komise ohledně svého rozhodnutí poskytla, mnohé zdroje naznačují, že rozhodnutí je skutečně založeno na skutečnosti, že iMessage nesplňuje práh požadovaný pro klasifikaci jako služba typu gatekeeper, jak bylo uvedeno v loňském roce.
To nakonec znamenalo, že společnost Apple nemusela zajistit kompatibilitu služby iMessage s jinými službami pro zasílání zpráv ani nemusela dodržovat další pravidla DMA, která se týkají služby iMessage.

## Funkce
iMessage umožňuje uživatelům posílat ostatním uživatelům Apple přes internet texty, dokumenty, fotografie, videa, kontaktní informace a skupinové zprávy. Služba iMessage je alternativou k SMS a MMS pro většinu uživatelů zařízení se systémem iOS 5 nebo novějším. Možnost Odeslat jako SMS v aplikaci Zprávy způsobí, že zpráva bude odeslána prostřednictvím SMS, pokud odesílatel nemá aktivní připojení k internetu. Pokud příjemce nemá připojení k internetu, zpráva bude uložena na serveru, dokud nebude připojení obnoveno.
iMessage je k dispozici pouze v aplikaci Zprávy na iPhonu, iPadu nebo iPodu Touch s iOS 5 nebo novějším a na Macu s OS X Mountain Lion nebo novějším. Majitelé těchto zařízení si mohou u společnosti Apple zaregistrovat jednu nebo více e-mailových adres. Majitelé iPhonů si navíc mohou u společnosti Apple zaregistrovat svá telefonní čísla, pokud je jejich operátor podporuje. Při odesílání zprávy na mobilní telefonní číslo aplikace Zprávy zkontroluje u společnosti Apple, zda je mobilní číslo nastaveno pro iMessage. Pokud není, zpráva se plynule přepne z iMessage na SMS.
Ve Zprávách je odeslaná zpráva uživatele zarovnána doprava a odpovědi ostatních lidí jsou zarovnány doleva. Můžete vidět, zda jiný uživatel iMessage píše zprávu. Když začnete odpovídat, zobrazí se ve výzvě textu druhé osoby světle šedá tečka. Můžete také zahájit konverzaci na jednom zařízení Apple a pokračovat v ní na jiném. Na zařízeních iPhone zelená tlačítka a textové bubliny označují komunikaci prostřednictvím SMS; na všech zařízeních iOS modrá tlačítka a textové bubliny označují komunikaci prostřednictvím iMessage.
Veškerá aktivita iMessage je šifrovaná a odesílatel ji může sledovat pouze prostřednictvím potvrzení o doručení. Pokud příjemce zapne oznámení o přečtení, odesílatel může zjistit, kdy si příjemce zprávu přečetl. iMessage také umožňuje uživatelům vytvářet chaty s více než dvěma osobami skupinový chat.
Po uvedení iOS 10 mohou uživatelé posílat zprávy doprovázené řadou bublinových nebo obrazovkových efektů. Při silovém podržení tlačítka odeslání se uživateli otevře řada efektů, z nichž si může vybrat.
S uvedením iOS 14 a macOS 11 Big Sur získali uživatelé mnoho nových funkcí, včetně možnosti připínat jednotlivé konverzace, zmiňovat ostatní uživatele, nastavovat obrázky pro skupinové konverzace a posílat inline odpovědi. Kromě toho bylo do aplikace pro macOS přeneseno více funkcí aplikace Zprávy pro iOS a iPadOS.
S uvedením iOS 15.2 přidala společnost Apple automatické rozmazání fotografií s explicitním obsahem zaslaných nezletilým uživatelům. Tato funkce je založena na skenování fotografií v zařízení a lze ji volitelně nakonfigurovat tak, aby v případě přijetí explicitního materiálu upozornila rodiče nezletilého uživatele. Tato funkce byla původně spuštěna pouze pro USA a od té doby se rozšířila do Velké Británie, Kanady, Austrálie a na Nový Zéland. Ve zbytku světa zůstává funkce regionálně omezena.
S uvedením systému iOS 16 přidala společnost Apple možnost upravovat a rušit odeslané zprávy iMessages. Uživatelé mohou iMessage zrušit do 2 minut od odeslání a upravit do 15 minut. Uživatelé mají také možnost obnovit smazané zprávy do 30 dnů.

## Technologie
Protokol iMessage je založen na službě Push Notification (APN) společnosti Apple, což je proprietární binární protokol. Navazuje spojení Keep-Alive se servery společnosti Apple. Každé spojení má svůj vlastní jedinečný kód, který slouží jako identifikátor trasy, jenž se použije k odeslání zprávy na konkrétní zařízení. Spojení je šifrováno pomocí TLS prostřednictvím certifikátu na straně klienta, který si zařízení vyžádá při aktivaci iMessage
Veřejné klíče jednotlivých příjemců zpráv se získávají ze služby Apple Identity Service (IDS), "katalogu veřejných klíčů iMessage společnosti Apple, adres Apple Push Notification (APN) a telefonních čísel a e-mailových adres používaných k vyhledávání klíčů a adres zařízení." Každá zpráva je pro každé zařízení příjemce v konverzaci zašifrována zvlášť. Připojené zprávy jsou zašifrovány a nahrány na iCloud, aby je příjemce mohl přijímat samostatně. Zprávy se ukládají na serverech společnosti Apple až po dobu 30 dnů.